# Lonchoptera shaanxiensis
Lonchoptera shaanxiensis är en tvåvingeart som beskrevs av Zhiming Dong 2008. Lonchoptera shaanxiensis ingår i släktet Lonchoptera och familjen spjutvingeflugor. Inga underarter finns listade i Catalogue of Life.